# Burwell (Cambridgeshire)
Pour les articles homonymes, voir Burwell.
Burwell est une ville d'Angleterre dans le Cambridgeshire. En 2011, sa population était de 6 309 habitants.

## Personnalités liées
- Marjory Stephenson (1885-1948), biochimiste britannique renommée pour ses travaux en microbiologie, y est née.

## Jumelages
- Lizy-sur-Ourcq (France) depuis 1996[2]. Ce jumelage concerne aussi les communes d’Ocquerre et Mary-sur-Marne.